# To. X
To. X è il sesto EP in lingua coreana (ottavo complessivo) della cantante sudcoreana Kim Tae-yeon, pubblicato il 27 novembre 2023.

## Tracce
1. To. X – 2:50 (testo: Kenzie – musica: Stephen Puth, Dazy, Kristin Carpenter)
2. Melt Away – 3:16 (testo: Kang Eun-jeong – musica: Kevin Wolfsohn, Paul Goller, Zara Larsson, Luke Andrew Grieve, Shakka Malcolm Philip, Abby-Lynn Keen. TMM)
3. Burn It Down – 2:50 (testo: Lee O-neul – musica: Sibel Redžep)
4. Nightmare (악몽) – 2:55 (testo: Hanroro – musica: Celine Svanbäck, Jeppe London Bilsby, Lauritz Emil Christiansen, Svea Kågemark)
5. All for Nothing – 3:10 (testo: Taeyeon, Hwang Yu-bin – musica: Mike Robinson, Sarah Troy, Thomas Daniel)
6. Fabulous – 2:51 (testo: Rachel Kanner, Sammie Gee – musica: Rachel Kanner, Sammie Gee, Mich Hansen, Jacob Uchorczak, Oliver McEwan)